# Andrew S. Levey

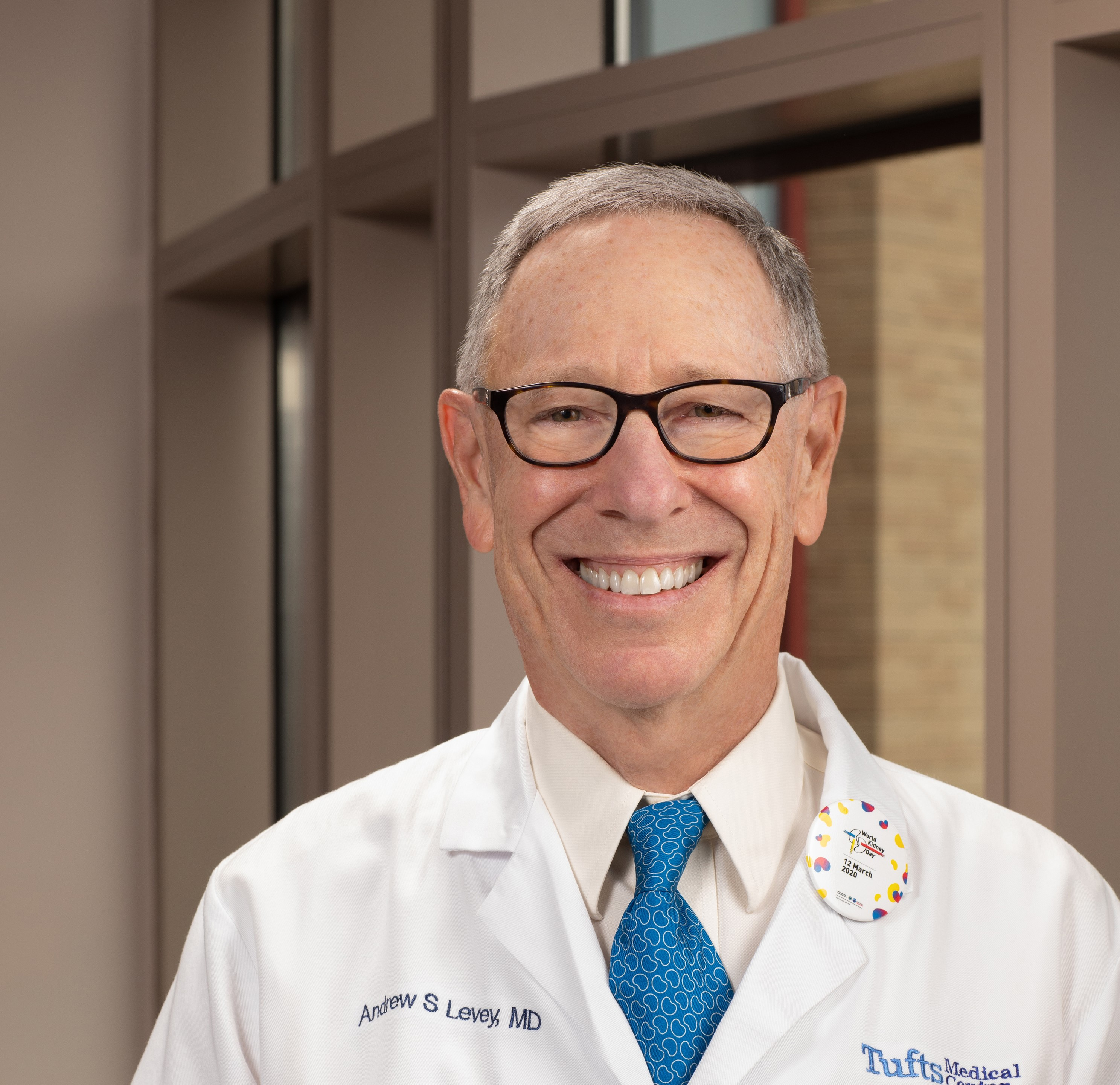
Andrew S. Levey en 2021

Andrew S. Levey es un nefrólogo estadounidense que transformó la práctica clínica, la investigación y la salud pública de la enfermedad renal crónica mediante el desarrollo de ecuaciones para estimar la tasa de filtración glomerular, liderando además la estandarización global de la definición y etapificación de esta patología.